# Starovičky
Starovičky település Csehországban, Břeclavi járásban. Starovičky Hustopeče, Horní Bojanovice, Kurdějov, Velké Pavlovice, Zaječí és Šakvice településekkel határos. Lakosainak száma 953 fő (2024. január 1.).

## Népesség
A település lakosságának változását az alábbi diagram mutatja:
| Lakosok száma | 631  | 733  | 816  | 793  | 738  | 831  | 833  | 858  | 876  | 953  |
|               | 1869 | 1900 | 1921 | 1961 | 1980 | 2011 | 2016 | 2019 | 2021 | 2024 |